# Walter Mantegazza
Walter Daniel Mantegazza González (Montevideo, 17 de junio de 1952 - Montevideo, 20 de junio de 2006) fue un futbolista uruguayo que integró la selección de su país en la Copa del Mundo de Alemania en 1974. Jugó como mediocampista.

## Carrera
Se inició en el Club Nacional de Football, al que fue llevado por el buscador José Vitureira. Tras jugar en las divisiones cuarta y quinta, debutó en Primera División a los 17 años. Pero no fue hasta fines de la Temporada 1972, cuando se consolidó como titular a los 20 años. 
En 1974 fue llevado a México a jugar en el León donde estuvo por tres temporadas. Después fue fichado por Tigres de Nuevo León donde anotó varios goles, principalmente los tres de la final ida y vuelta ante los Pumas de la UNAM 2-0 y 1-1, ganando gracias a su aporte su primer título de la Primera División de México en 1977-78 y el primer título de la historia de Tigres.

## Selección nacional
Debutó en la Selección Uruguaya en 1973, en las eliminatorias para Alemania 1974. En el mundial fue titular en todos los encuentros de la fase de grupos.
| Mundial                | Sede     | Resultado      | Partidos | Goles |
| ---------------------- | -------- | -------------- | -------- | ----- |
| Copa Mundial de Fútbol | Alemania | Fase de grupos | 3        | 0     |

## Palmarés
- Campeonato de Liga en el fútbol mexicano en la temporada 1977-1978 con los Tigres de la UANL.

## Clubes
| Equipo                    | País    | Temporada |
| ------------------------- | ------- | --------- |
| Club Nacional de Football | Uruguay | 1972-1974 |
| Club León                 | México  | 1974-1975 |
| Club León                 | México  | 1975-1976 |
| Club León                 | México  | 1976-1977 |
| Tigres de la UANL         | México  | 1977-1978 |
| Tigres de la UANL         | México  | 1978-1979 |